# 六供町 (前橋市)
六供町（ろっくまち）は、群馬県前橋市の地名。六供町一丁目、六供町二丁目、六供町三丁目、六供町四丁目、六供町五丁目がある。郵便番号は371-0804。2013年現在の面積は1.57km2。

## 地理
利根川左岸、前橋台地の南部に位置している。戦国時代に利根川の流れが変わる。それ以前は利根川の右岸だった。

### 河川
- 利根川

## 歴史
縄文時代
草創期の土器が六供町の南の橳島（ぬでじま）川端遺跡から出土し、すでにこの地域に人が住んでいたことが分かる。
弥生時代
後閑町の広瀬団地付近から樽式土器の甕棺が出土している。
古墳時代
約2km東に上毛野君の始まりと思われる広瀬、朝倉古墳群が広がっている。中でも天神山古墳(3世紀後半)は県内で最も古い本格的な古墳である。このような古墳が作られた背景には有力な豪族(朝倉の君)と豊かな水田、そこで暮らす多くの人々の存在がうかがえる。六供町でも上毛古墳総覧には寿延寺に近接して4つの円墳があったことが記され、刀剣や土器が出土している。遺跡調査では下堂木遺跡、中京安寺(けいあんじ)遺跡などで古墳時代の住居跡や水田跡が数多く見つかっている。六供、天川、朝倉、広瀬が前橋の中心地であったことがうかがえる。
奈良時代
　律令制が始まる。近くの旧町名には、北に市ノ坪町、南に公田町など条里制を思わす地名が残り、発掘調査で水田跡も見つかり、四角に区切った水田が広がる姿が想像される。
　この頃京の都と陸奥(現在の青森県)を結ぶ「東山道」(とうさんどう)が作られ、箱田、小相木、六供、天川を通っていた。そして、「東山道」は「あずま道」とも呼ばれる。
聖武天皇の命により741年全国各地に国分寺が作られるが、六供町には小字名として、大門、中京安寺、東京安寺(けいあんじ)、堂木などの寺にまつわる名前が残る。この地に住む有力者が「京安寺」と呼ばれる寺院を建てたことがうかがえる。(創建は八世紀？) 東の利根川を背にして、前橋八幡宮と同じ西向きに造られたと考えられる。
平安時代
　六供八幡宮がこの頃建てられる。あずま道の近くと考えられる。
戦国時代
　1427年(応永34年)の大洪水で東を流れていた利根川の流れが変わり、西を流れるようになる。
　厩橋城が上杉領の時代、厩橋城攻めの時に武田、北条軍に焼き払われた記録が残っている。
江戸時代
前橋城の南に広がる農村地帯である。上野郷帳集成によると、1668年(寛文八年)の石高は四百三十八石九斗。元禄十四年九百九十六石五斗。天保五年は千五十九石五斗と増えている。南部では石高の多い村である。
江戸時代の寛文年間からある地名であり、前橋藩領だった。

### 年表
- 1874年(明治７年)明治政府から学制が発せられ、六供学校が常光寺(現寿延寺)に設立される。
- 1878年(明治11年)時点では戸数116、人口485人で南部六村(前代田、紅雲分、宗甫分、市ノ坪、六供、天川原)では最大の村であった。士族7戸。
- 1886年(明治19年)東群馬第四尋常小学校が設立される。
- 1889年 六供村は市之坪村、上佐鳥村、朝倉村、後閑村、宮地村、下佐鳥村、橳島村と紅雲分村、宗甫分村、前代田村、天川原村の各一部と合併し東群馬郡上川淵村が成立する。両毛線が開通し、前代田、紅雲分などの人口が急増する。
- 1901年 上川淵村から分かれ、前橋市となる。桃井小学校区となる。
- 1923年(大正12年)城南小学校が開校される(市之坪町、市内四番目)。城南小学区となる。
- 1943年(昭和18年)上毛撚糸本社工場ができる。
- 1947年戦災復興住宅の生川住宅が作られ、人口が増加する。
- 1951年 前橋市の大字から前橋市の町名となったため前橋市六供町となる。
- 1959年(昭和34年)し尿処理場(現在の水質浄化センター)ができる。
- 1962年(昭和37年)下水処理場ができる。
- 1967年 一部が南町二丁目、天川原町一丁目、天川原町二丁目となる。
- 1971年(昭和46年)南町から城南小学校が移転してくる。当町に前橋市六供清掃工場が建設される。
- 1973年(昭和48年)前橋市立第五保育所が設置される。
- 1979年(昭和54年)上毛撚糸の跡地に、市内で最初の大型ショッピングセンター「上毛シルクプラザ」ができる。
- 1991年(平成3年)六供清掃工場、温水プールができる。
- 2008年(平成20年)第五保育所が六供ひよこ保育園となる。
- 2023年 六供土地区画整理事業により六供町（丁目なし）を廃止し、六供町二丁目、三丁目、五丁目が設置される。

### 地名の由来
源義経が奥州に落ちのびた際、6人の供がこの地に残ったからという説や、小幡城主小幡伊勢守忠利が武田信玄に追われ、6人の供とこの地に住みついたからなどの話が伝えられている。今も小幡家ゆかりの墓が残されていて現在は寿延寺に安置されている。供の姓は松本、野口、斉藤、高橋、萩原、荒木と言われている。

## 世帯数と人口
2023年12月31日現在の世帯数と人口は以下の通りである。
| 丁目・町丁   | 世帯数    | 人口    |
| ------------ | --------- | ------- |
| 六供町一丁目 | 280世帯   | 1,776人 |
| 六供町二丁目 | 657世帯   | 1,516人 |
| 六供町三丁目 | 653世帯   | 1,452人 |
| 六供町四丁目 | 495世帯   | 1,103人 |
| 六供町五丁目 | 386世帯   | 829人   |
| 計           | 2,521世帯 | 6,676人 |

## 小・中学校の学区
市立小・中学校に通う場合、学区は以下の通りとなる。
| 丁目・町丁   | 番地 | 小学校             | 中学校             |
| ------------ | ---- | ------------------ | ------------------ |
| 六供町一丁目 | 全域 | 前橋市立城南小学校 | 前橋市立第一中学校 |
| 六供町二丁目 | 全域 | 前橋市立城南小学校 | 前橋市立第一中学校 |
| 六供町三丁目 | 全域 | 前橋市立城南小学校 | 前橋市立第一中学校 |
| 六供町四丁目 | 全域 | 前橋市立城南小学校 | 前橋市立第一中学校 |
| 六供町五丁目 | 全域 | 前橋市立城南小学校 | 前橋市立第一中学校 |

## 交通

### 鉄道
鉄道駅はない。

### 道路
国道は通っておらず、県道は群馬県道11号前橋玉村線と群馬県道・埼玉県道13号前橋長瀞線が通っている。

## 施設
- 六供八幡宮　祭神　足仲彦尊(たるなかひこのみこと) 　誉田別尊(ほんだわけのみこと、応神天皇)  　息長足姫尊(おきながたらいひめのみこと、神功天皇じんぐうてんのう)  　市内では古い八幡宮と言われている。前橋神社要覧では創建は大同三年(808年)とされ、律令制に伴い豪族が氏神ととして作ったものと考えられる。鎌倉時代、建久年間(1190～1199)に社殿を改造し、その後、江戸時代、貞享(じょうきょう)三年(1686年)火災の為焼失した。元禄元年(1688年)戊辰八月十五日新築完成した。現在の社殿はは権現造りで、前殿、後殿を前後に配置していてこの時造られたものと考えられる。明治四年(1871年)八月九日改修工事。降って大正十三年(1924年)四月大屋根改修。昭和十四年(1939年)キティ台風の為拝殿一部修復。昭和四十年(1965年)屋根の改築工事を行い、銅葺き屋根となる。宝永元年(1704年)甲申八月十五日と記された文書あり。境内には三笠山神社、御嶽山　神社、八海山神社、弁天様、天神様、雷電様、飯玉様、曲神様などが祀られている
- 市六供清掃工場
- 前橋市立城南小学校
- 六供温水プール
- 六供こども公園
- あかぎ信用組合本店